# Philodromus vinokurovi
Philodromus vinokurovi es una especie de araña cangrejo del género Philodromus, familia Philodromidae. Fue descrita científicamente por Marusik en 1991.

## Distribución
Esta especie se encuentra en Rusia (desde los Urales hasta el sur de Siberia) y China.